# 엘레지 (드라마)
《엘레지》는, 1995년 10월 9일부터 이듬해 3월 23일까지 방영되었던 SBS의 아침드라마였다.
한편, 이 작품은 한 남자를 둘러싼 의자매의 뺏고 뺏기는 줄거리 등의 이유로 비난을 받았으며 1995년 10월 27일 방영분에서 서울 중앙병원의 전경과 현관의 병원명을 반복노출해 해당업체에 광고효과를 주었다는 이유 탓인지 방송위원회로부터 '경고' 조치를 받았다.

## 출연
- 이미숙(민지숙)
- 강문영(민지혜)
- 김병세(장준서)
- 임동진(명구)
- 이효정(유진)
- 이일화
- 선우용녀
- 김성옥
- 민경조
- 최준용

## 참고 사항
- 유인촌이 남자 주인공 물망에 올랐으나[3] 다른 드라마 스케줄하고 겹쳐 고사한 바 있었다.